# Josefskirche (Straßburg)

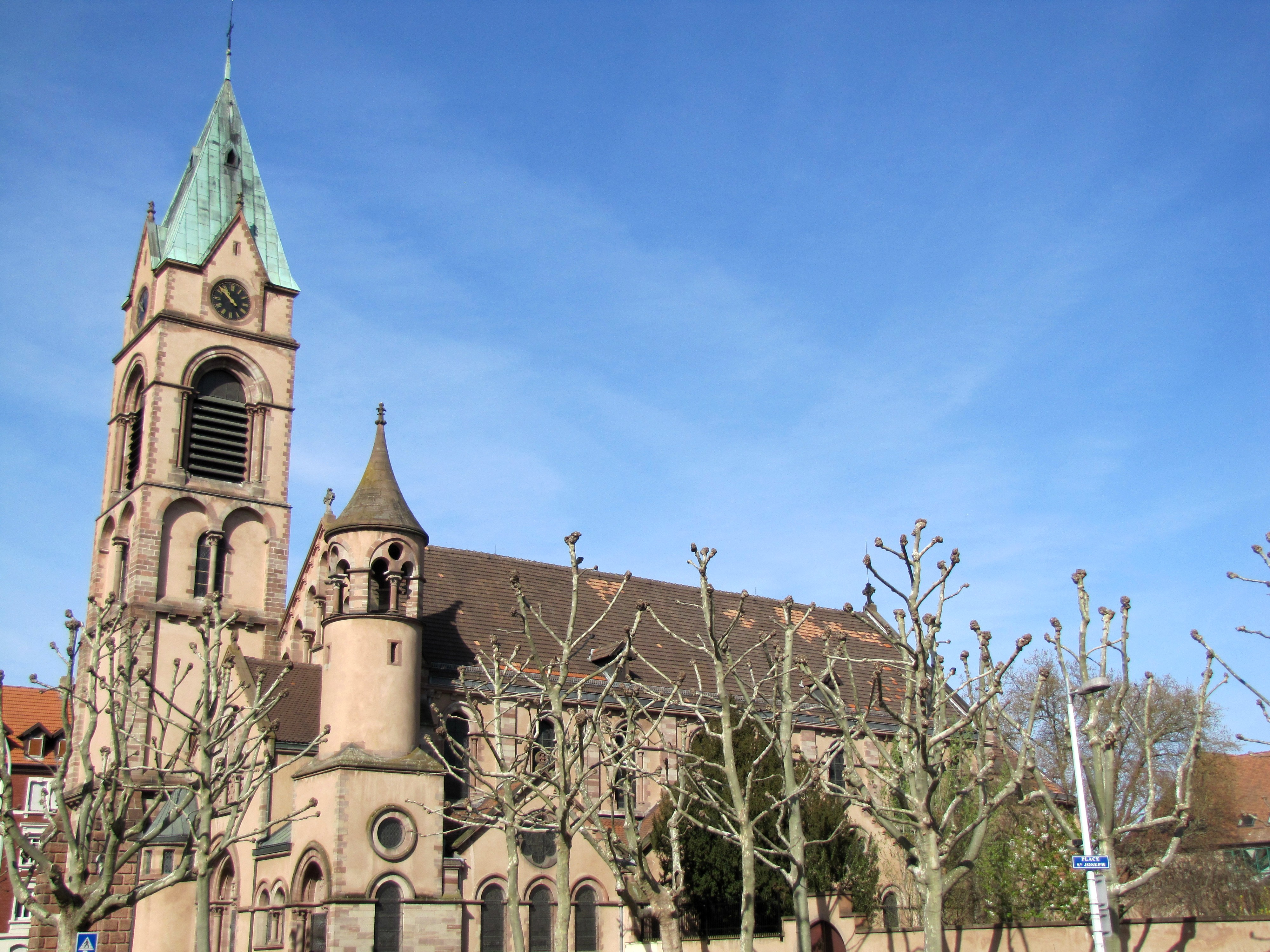
Gesamtansicht

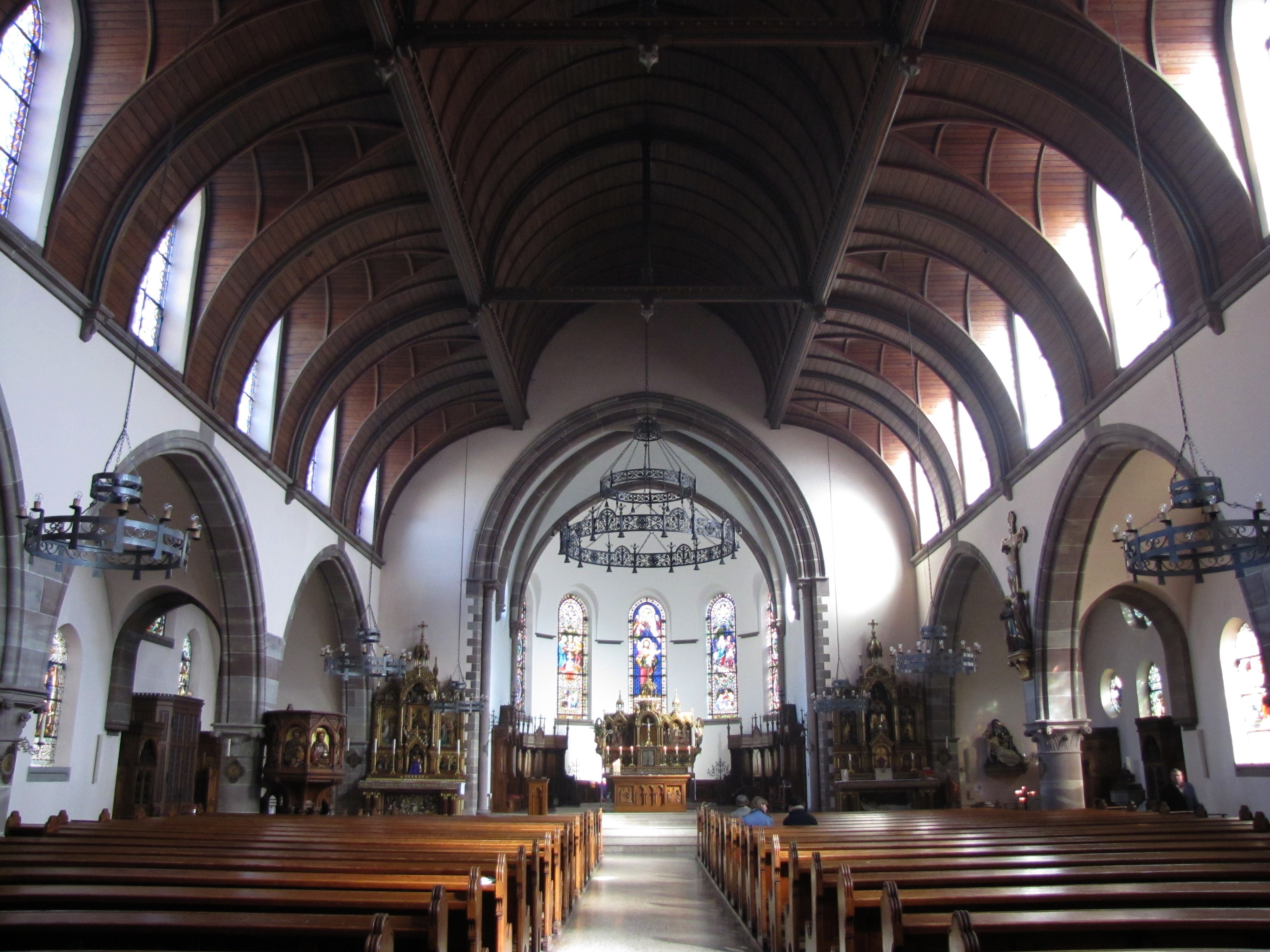
Innenansicht

Die Josefskirche (französisch: Église Saint-Joseph) ist eine römisch-katholische Kirche im Stadtteil Koenigshoffen (vormals Königshofen) von Straßburg.

## Beschreibung
Die neuromanische Kirche entstand nach einem Entwurf der Architekten Franz Lütke (1860–1929) und Heinrich Backes (1866–1931). Die Grundsteinlegung nahm am 30. April 1899 Bischof Adolf Fritzen vor, am 17. Februar 1901 wurde die Kirche eingeweiht. Das angrenzende Pfarrhaus, eine Mischung aus Neuromanik, Neorenaissance und Fachwerkhaus, entstand zur selben Zeit.
Die Kirche ist mit einem 45 Meter hohen Glockenturm ausgestattet. Innen mündet das Langhaus (31 Meter lang, 15 Meter breit, 16 Meter hoch) in einen 12 Meter langen, 9 Meter breiten und 10,5 Meter hohen Chor. Die Farbverglasungen wurden nach Entwürfen von Martin von Feuerstein gestaltet. Der Marienaltar wurde 1904 von der Offenburger Werkstatt von Franz Joseph Simmler geschaffen.
Die mehrfach veränderte und 1988 restaurierte Orgel stammt aus dem Jahr 1825 und befand sich ursprünglich in der Johanniskirche, sie wurde 1901 in der Josefskirche aufgestellt.
Die Kirche ist nach Norden ausgerichtet und wird durch das etwa zeitgleich entstandene und gut erhaltene Umfeld städtebaulich gut zur Geltung gebracht.

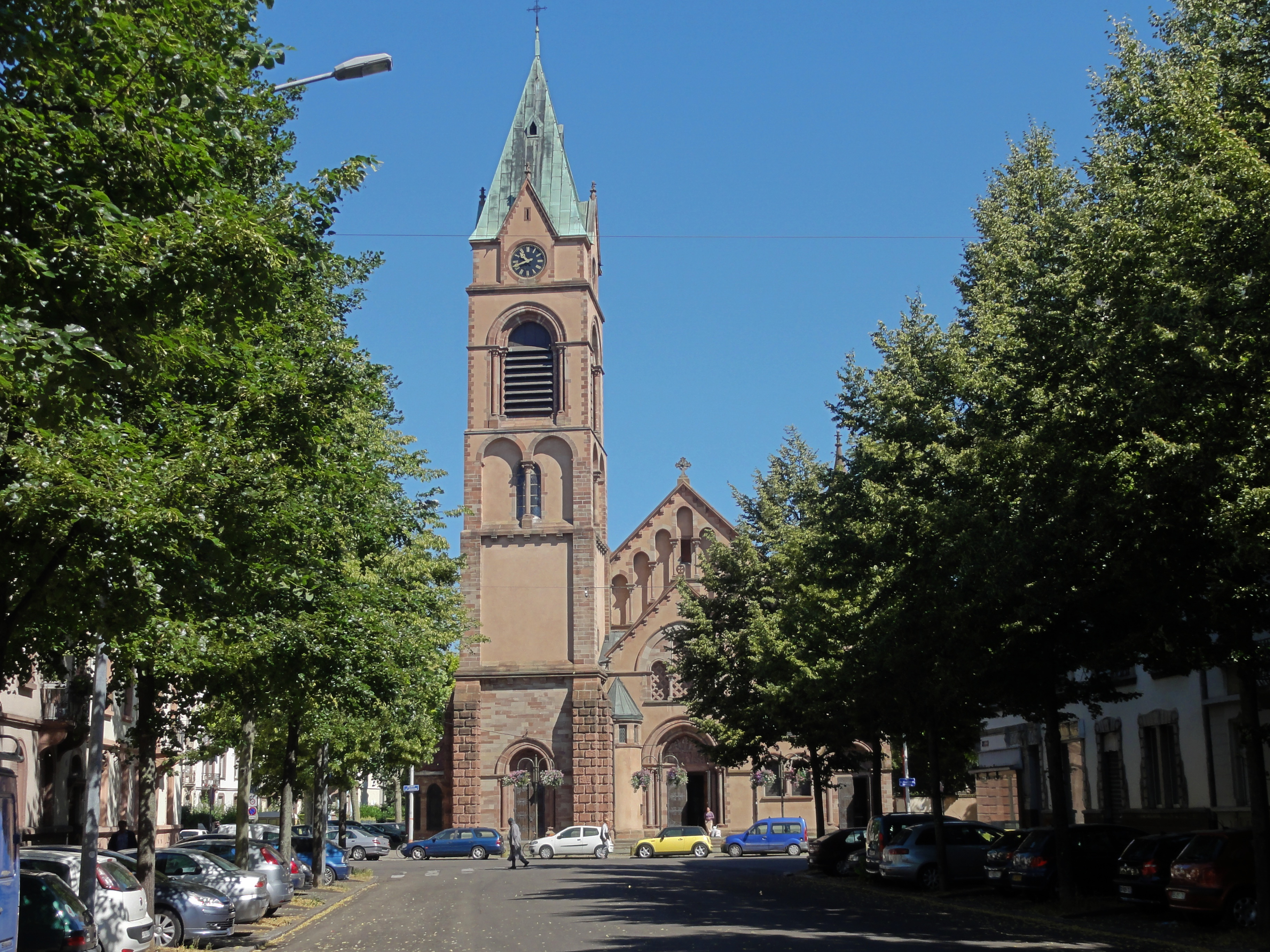
Fassade
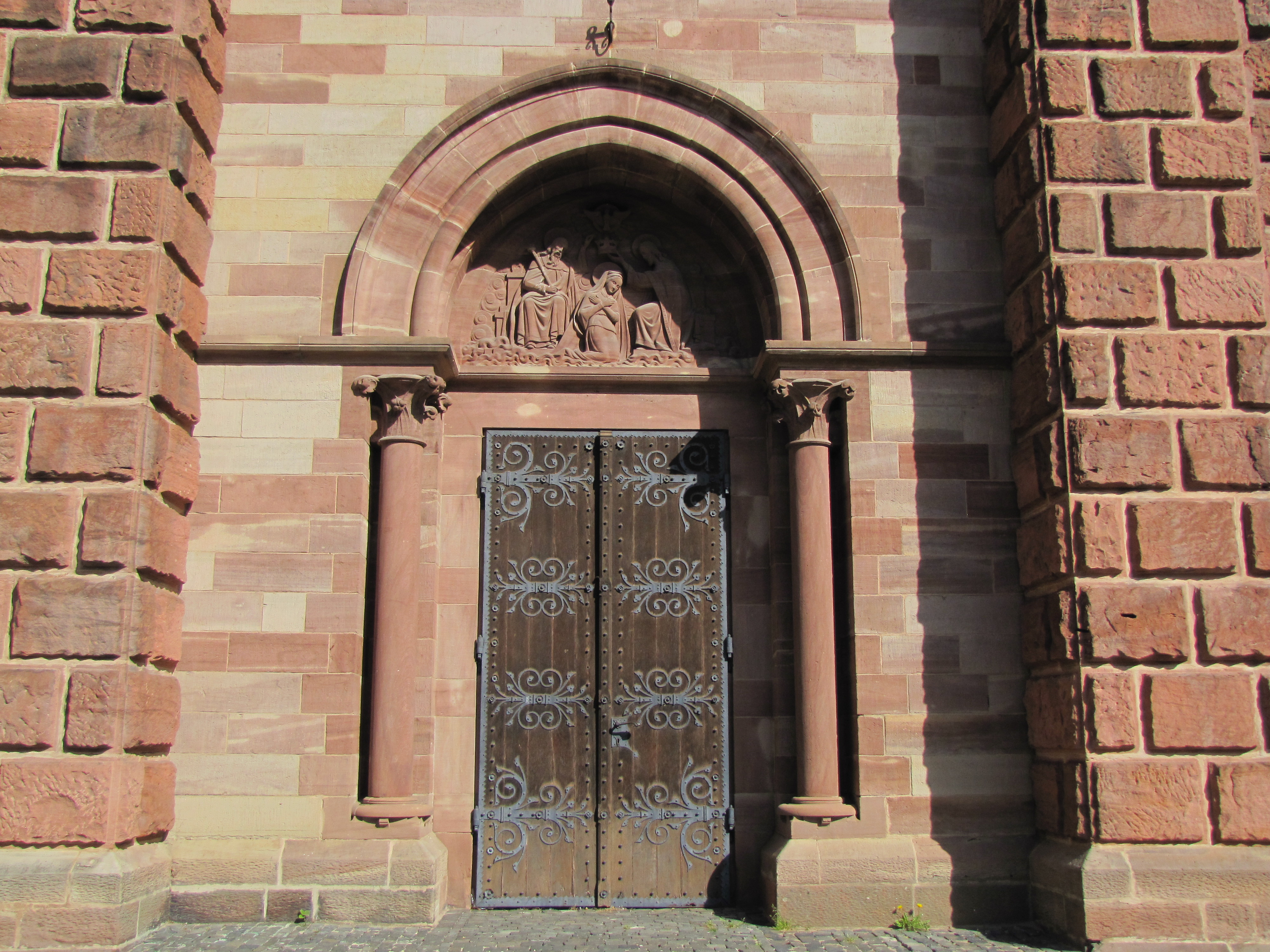
Seitliches Fassadenportal
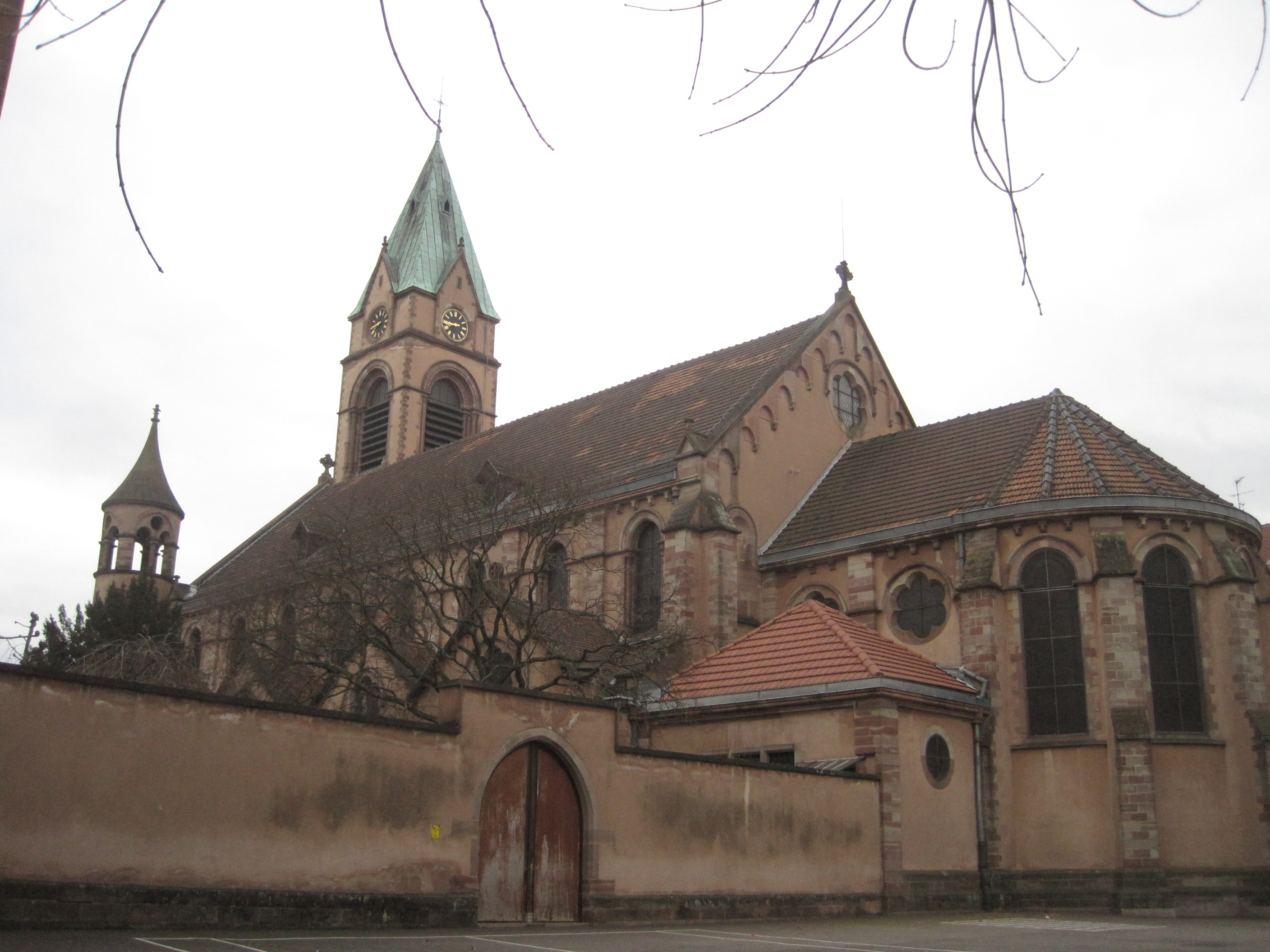
Ansicht von Südwesten
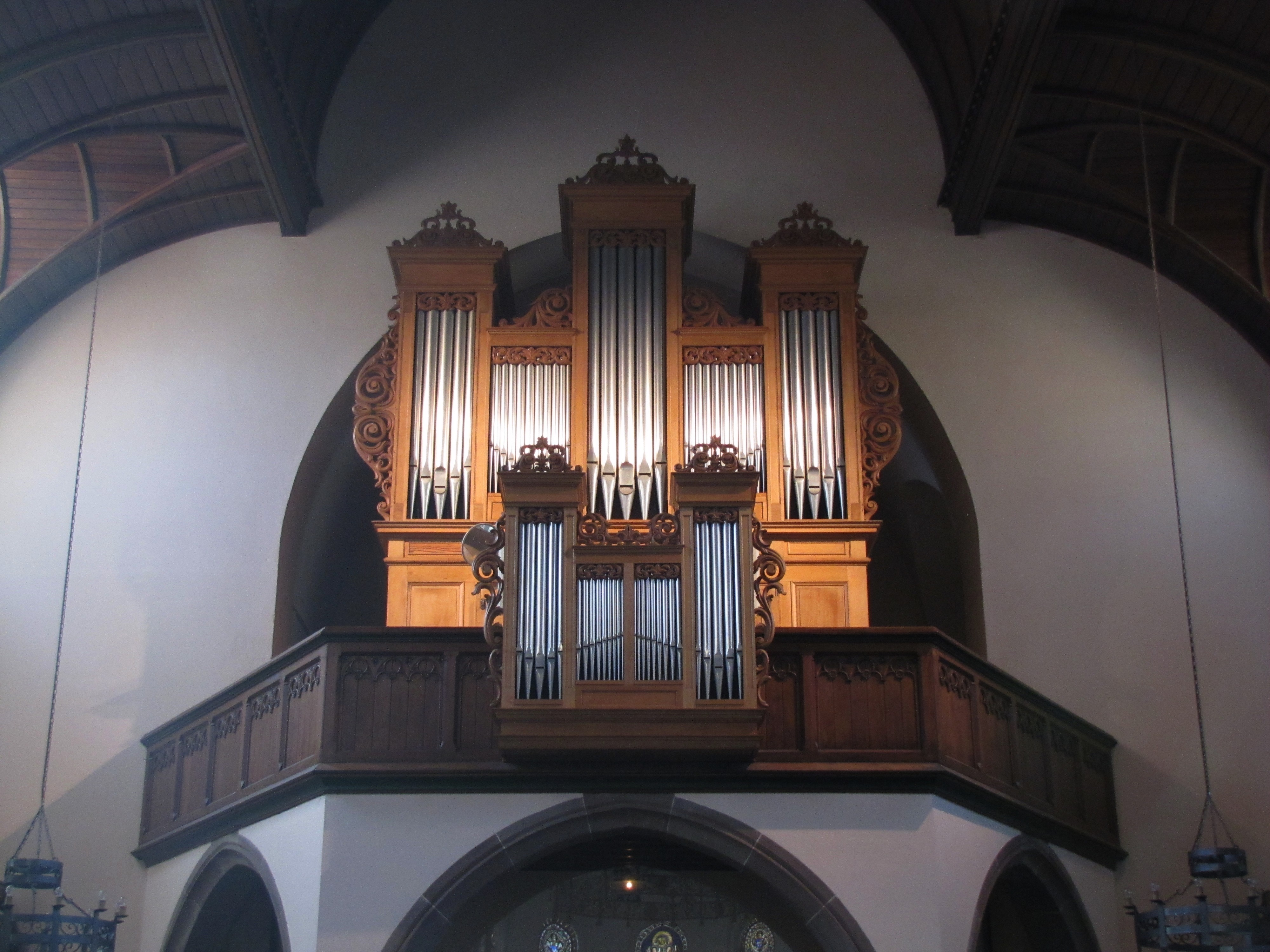
Orgel
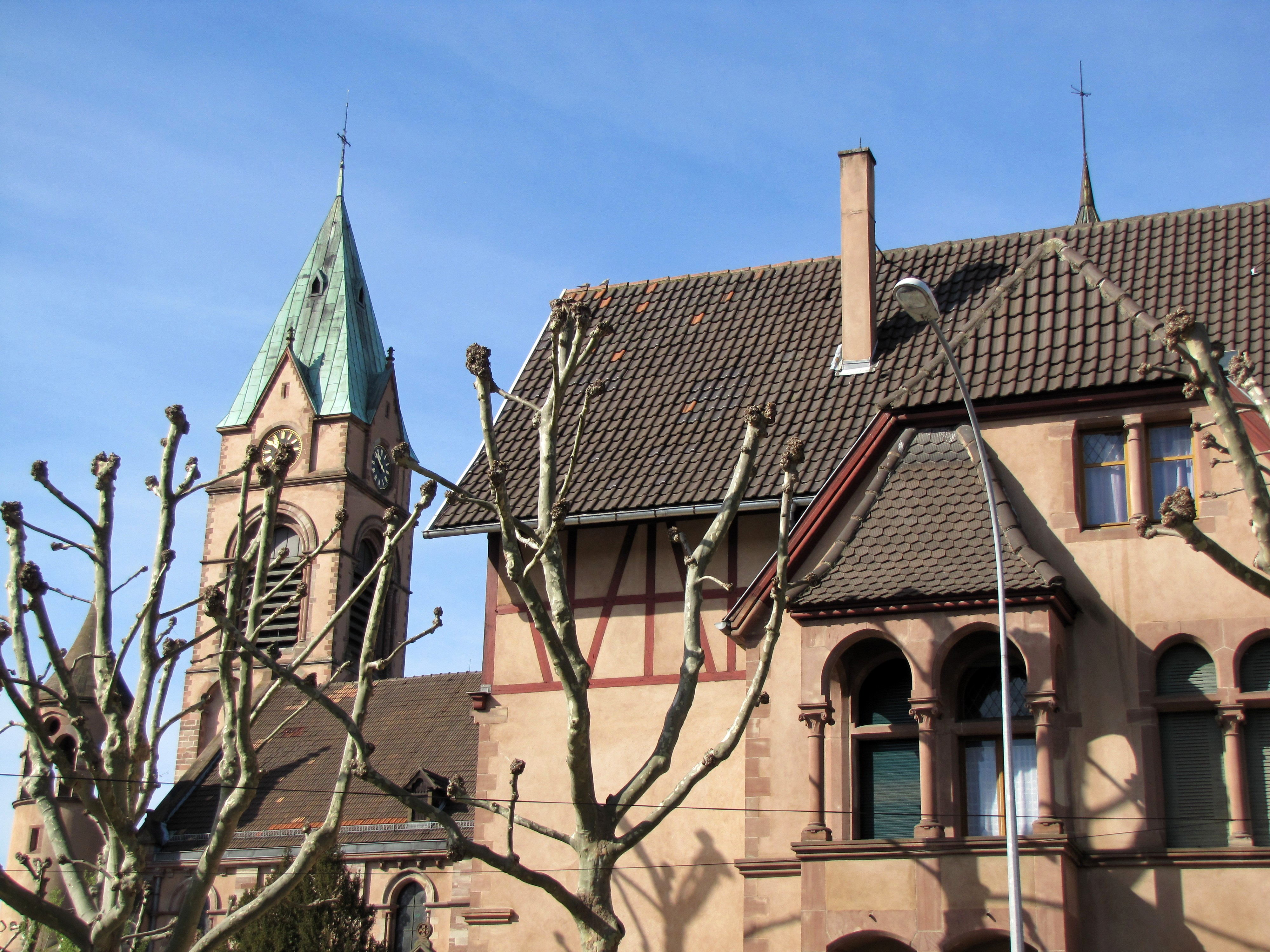
Pfarrhaus